# 그녀가 공작저로 가야 했던 사정
《그녀가 공작저로 가야 했던 사정》(그女가 公爵邸로 가야 했던 事情)은 웹소설, 고래 작가과 밀차 작가의 작품으로, 약칭은 그공사로 불린다.
그공사는 카카오페이지에서 많은 인기를 끌고 있으며 현재 만화형식으로된 책이 나오는 중이다. 일본 애니메이션 제작사 Typhoon Graphics에서 제작한 작품을 바탕으로 한 TV 애니메이션도 2023년 4월 10일부터 6월 26일까지 AT-X 외에서 방영되었다.

## 등장인물

### 주인공
여주
레리아나 맥밀런(박은하)(애칭은 '레리')
맥밀런 가의 장녀
남주
노아 벌스테어 윈나이트(노아 윈나이트)
여주 가족
로즈마리 맥밀런 (로즈마리의 애칭은 ‘로즈’)
존데인 맥밀런 (존데인의 애칭은 ‘존’)
케이티 맥밀런
그 외
로버트 윈나이트
프렌치 브룩스
아담 테일러
앤슬리
닉 매덕스
비비안 샤말
저스틴 샤말
베아트리스 블레이크(트란쳇)
윌론 휘튼
베니아(레리아나의 하녀)
히이카 데민트 (대신관)
웨이드 데이비스
시아트리히
소로소 드인 체이머스
나오미 오브라이언
키이스 웨스턴버그
이오사 벤
제이크 랭스턴
소피 랭스턴
베넷
아리아 윈나이트
리노 드웰 윈나이트
세이모어 체이머스
썸머
아이젠 3세
팔콘(아이젠 3세의 자식.1왕자)
클로에 라킨
기디언 주라(공작가의 총괄 집사)
로이드(공작가의 집사)
발두르 게일
헤럴슨 게일
엘마
프리스 에리틸(에리틸 후작의 어린 아내)
헤일리
스테파니 칼라일(비비안 샤말 무리)
크리스틴 바클리(비비안 샤말 무리)
제스퍼 그래인저(시크래트의 영주)
아뮤즈 남작
라이더
휴즈 그로버(윈나이트 공작의 수행비서)
유지니아
마리 웨인
그레이스
안양위 대사
프레스턴

## 스태프
- 원작 - 밀차
- 만화 - 고래
- 감독 - 야마모토 준이치
- 시리즈 구성 - 히로타 미츠타키
- 캐릭터 디자인 - 하시모토 하루나
- 프롭 디자인 - 에다마츠 키요시
- 미술 감독 - 카토 켄지
- 색채 설계 - 히비 치에코
- 촬영 감독 - 후나코시 유즈루
- 3DCG - 와타나베 테츠야
- 편집 - 차엔 이치로
- 음향 감독 - 에비나 야스노리
- 음향 제작 - 글로비전
- 음악 - 이나이 케이지
- 음악 제작 - 란티스
- 애니메이션 제작 - 타이푼 그래픽스